# Protochondrostoma genei
Protochondrostoma genei là một loài cá vây tia trong họ Cyprinidae. Chúng được tìm thấy ở Ý và Slovenia. Các môi trường sống tự nhiên của chúng là sông và hồ nước ngọt. Loài này có khả năng bị đe dọa do mất môi trường sống.